# Distichia muscoides
Distichia muscoides là một loài thực vật có hoa trong họ Bấc. Loài này được Nees & Meyen mô tả khoa học đầu tiên năm 1843.